# カラスキバサンキライ
カラスキバサンキライ(唐鋤葉山帰来) Heterosmilax japonica Kunth はサルトリイバラ科のつる植物。シオデ属のものに見えるが別属である。

## 特徴
常緑性で蔓性の半低木。全株無毛で茎には棘がない。茎は緑色でまばらに分枝し、その断面は丸っこくて稜角はない。葉身は卵形から卵状披針形で長さ5-28cm、幅３－12cm、先端は急に短く突き出して尖り、基部は円形か葉柄部で少し窪む。葉質は洋紙質で主脈は3-7本で、細脈と網脈は葉の表裏両面に突き出している。葉柄は長さ1-3cm、托葉の部分は短くて2-5mmでその先端から2本の巻きひげが出る。
雌雄異株。花序は傘状で1個ずつ葉腋から出てそれぞれに10-20ほどの花をつける。花序の茎は扁平で長さ2-5.5cmで幅0.7-1.5mm、小花梗は長さ1-2cm。花被片は筒状に癒合し、長さ3-4mm。雄花では雄蘂は2-4本あって花被片より短く、葯は小さい。雌花には糸状に退化した雄蘂と1個の雌蘂があり、柱頭は3裂する。果実は球形で径8-10mm、暗緑色に熟す。種子は果実１個に2-3個で、楕円形で赤褐色、長さ約5mm。
和名については牧野(1961)は『一説に』とした上で唐鋤葉サンキライであり、葉の形が唐鋤の広い刃に似るためとの説を紹介している。

## 分布と生育環境
屋久島から以南の琉球列島に分布し、国外では台湾、中国南部、インドシナまで分布する。海岸近くの石灰岩地から山地にかけてみられる。

## 分類
日本産の類似のいわゆるサルトリイバラの類は全て本種とは別属のシオデ属 Smilax に含まれる。本属とシオデ属との違いは6個の花被片が互いに合着して筒状になっている点である。
本属の植物は東アジアの熱帯から亜熱帯域に数種が知られるが、日本では本種のみが知られる。ただしカラスキバサンキライ属をシオデ属に纏めるべきとの説が出ており、それによると本種の学名は Smilax japonica となる。